# ヨアヒム・ウテワール
ヨアヒム・ウテワール （Joachim Anthonisz Wtewael、Uytewaelの署名もあった、1566年 - 1638年8月1日）は、オランダの画家・銅版画家。

## 生涯
ウテワールはユトレヒトで生まれ、ステンドグラス職人の父の工房で働くことで芸術家としてのキャリアをスタートさせた。1586年、彼はフランスからイタリアへの6年間の旅を始め、パドヴァで絵画を始めた。
1592年、25歳でユトレヒトへ戻ると、ウテワールは画家として馬具職人組合へ入り、絵画、エングレービング、ステンドグラス制作を始めた。最後のマニエリスム画家の一人であるウテワールは、多くの画家たちが自然主義的な様式を採用したときにマニエリスムの伝統を守った。
彼はマニエリスムのオランダ人主唱者となった。彼の非常に特徴ある、魅力ある人為的なスタイルは、彼の周囲で起こっている自然主義の発展には無縁なままであり、その酸性の色彩と、故意にゆがめられたポーズをとった優雅な人物像によって特徴づけられた。
ウテワールの作品をオランダ国内で展示しているのは、主としてユトレヒトの中央美術館、デン・ハーグのマウリッツハイス美術館である。

## ギャラリー

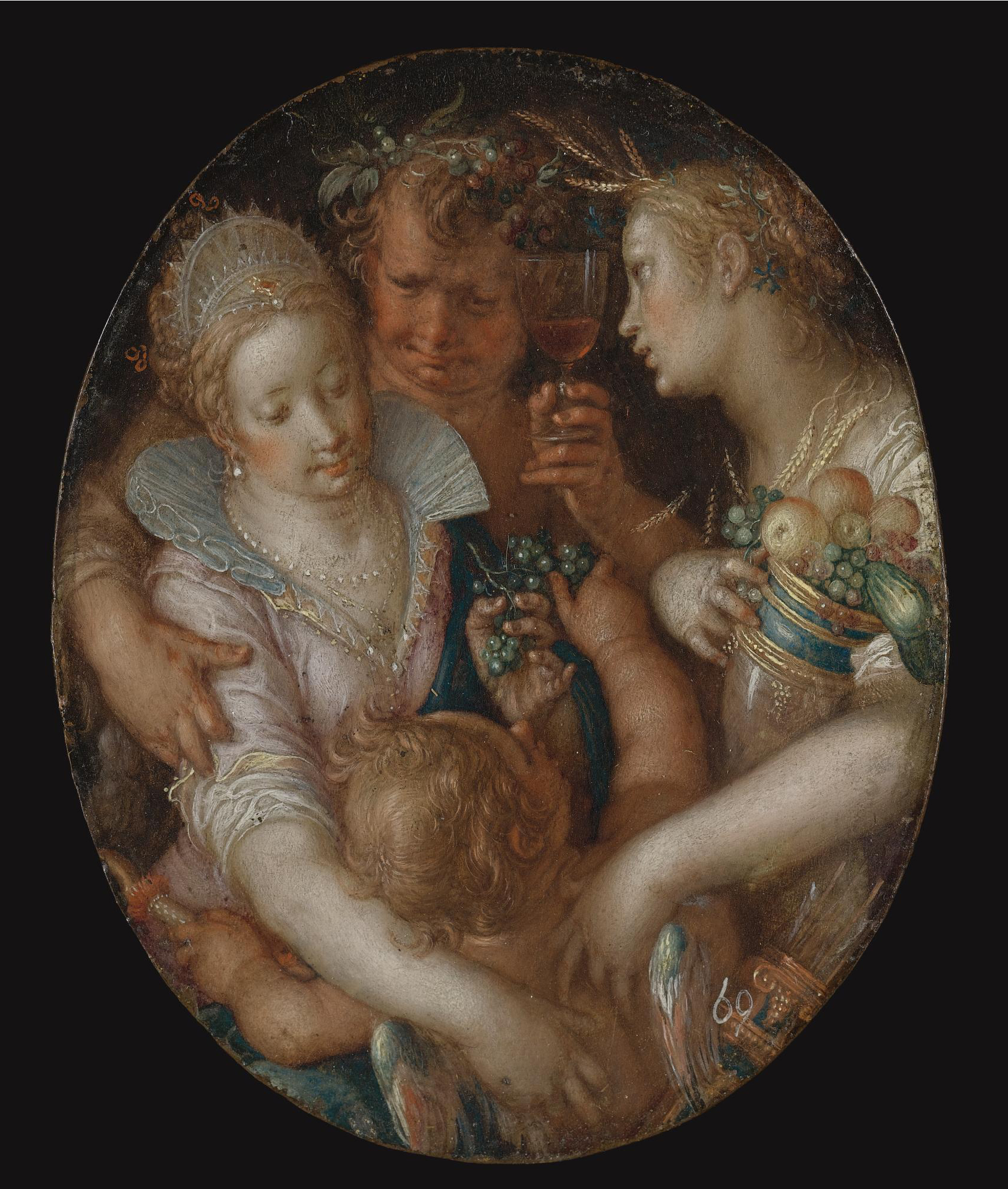
『バッカスとケレスがいないとヴィーナスは凍えてしまう』個人蔵
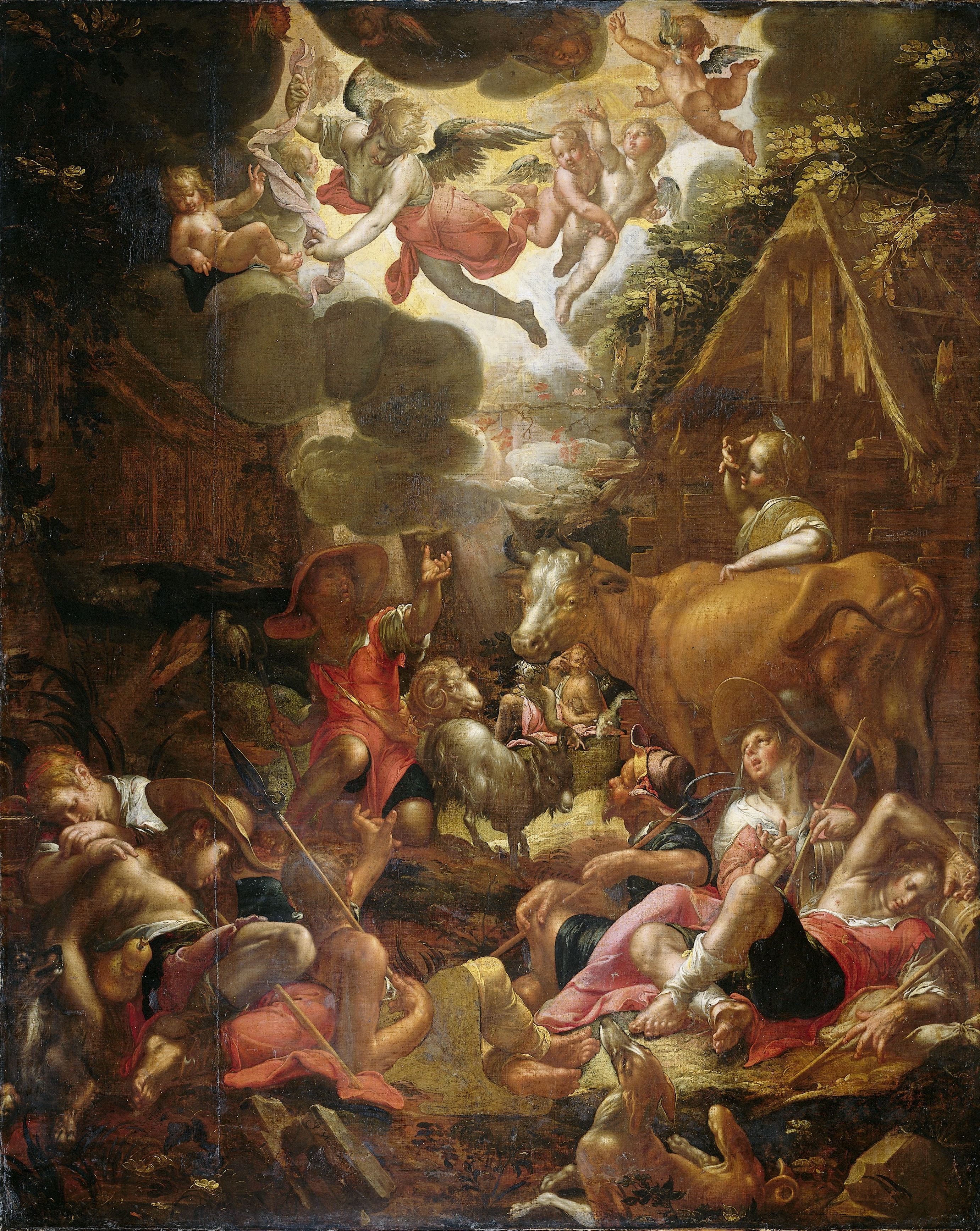
『羊飼いへの受胎告知』1595年-1603年 アムステルダム国立美術館所蔵
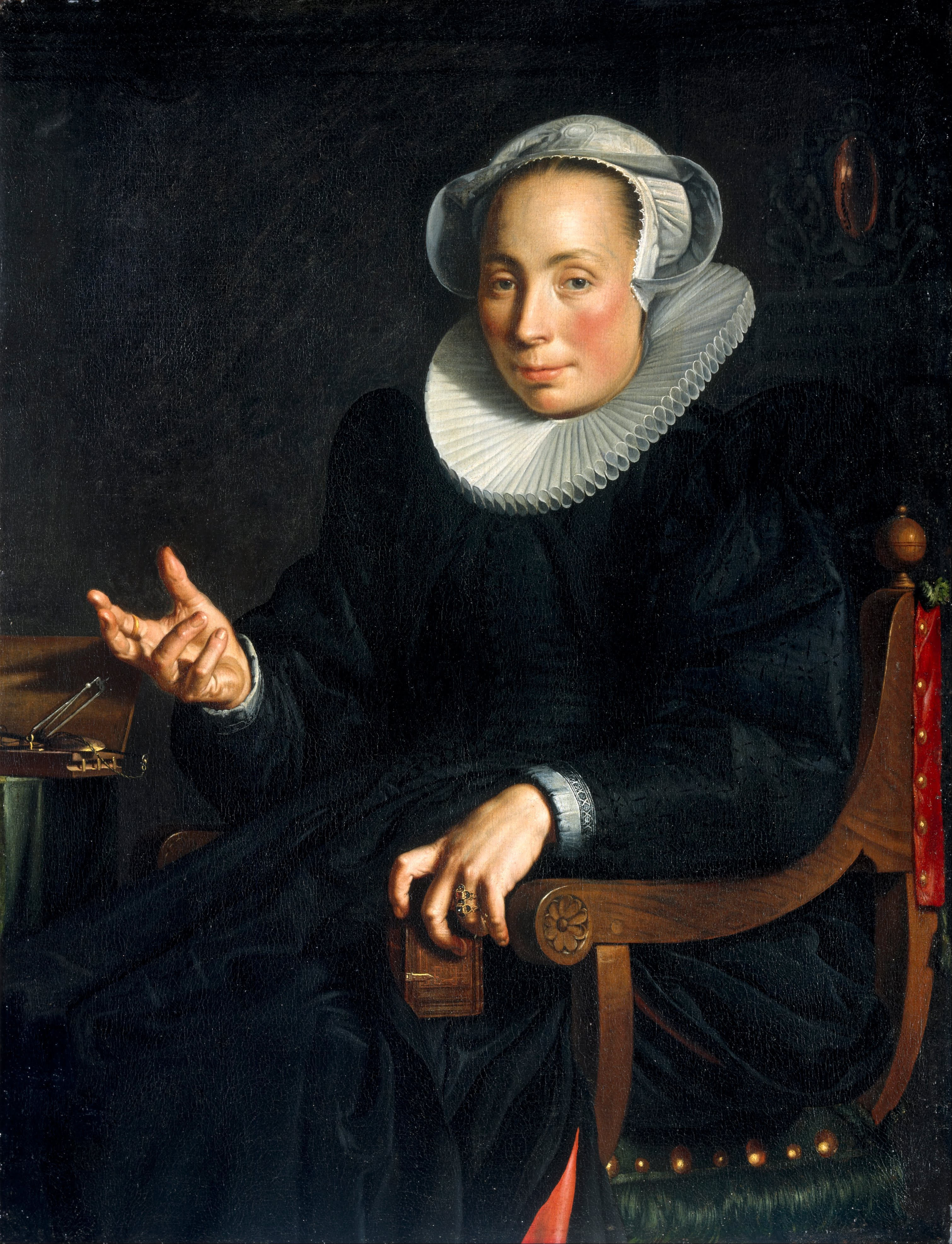
『クリスティーナ・ファン・ハレンの肖像』1601年 ユトレヒト中央美術館所蔵
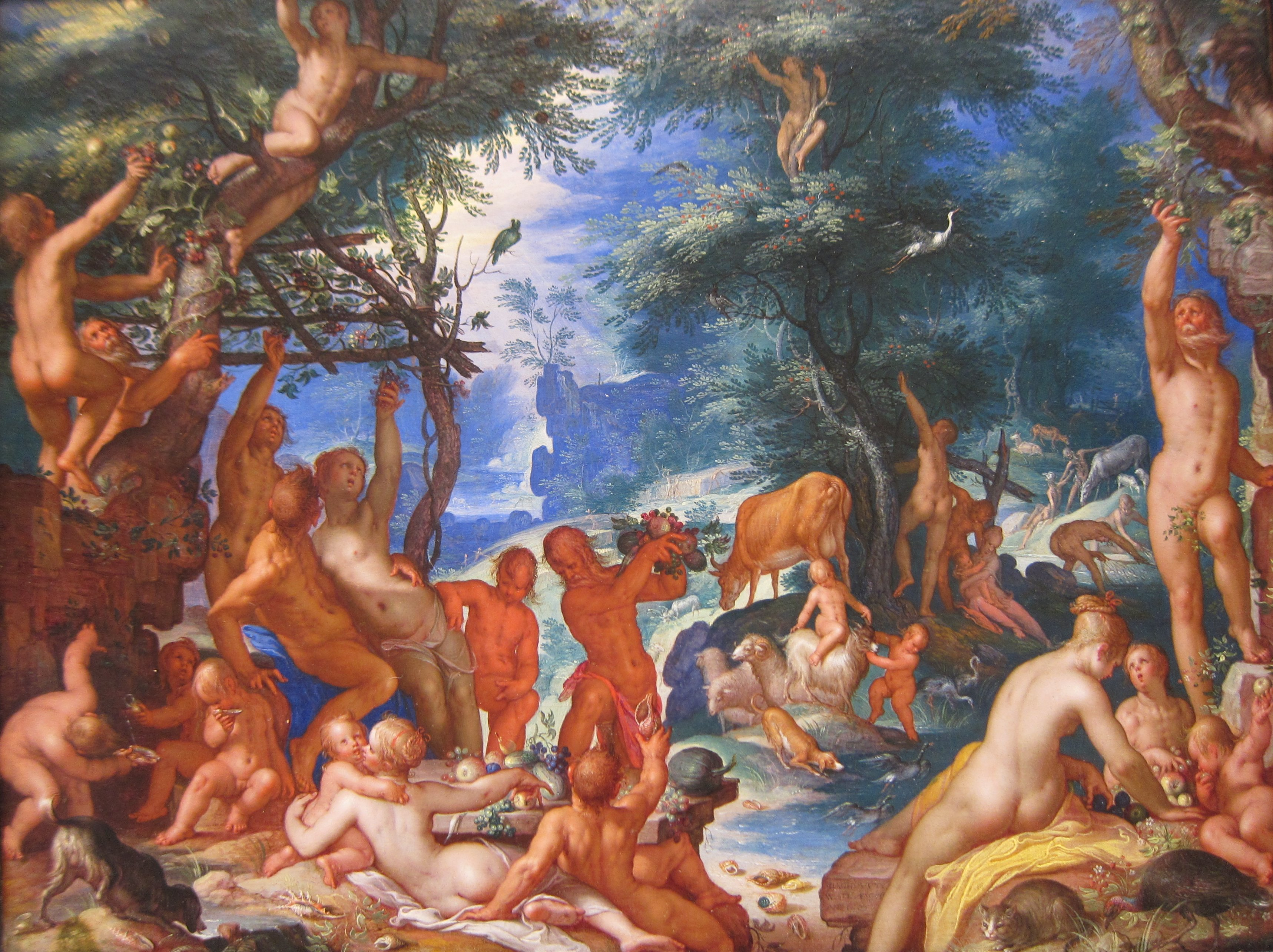
『黄金時代』1605年 メトロポリタン美術館所蔵
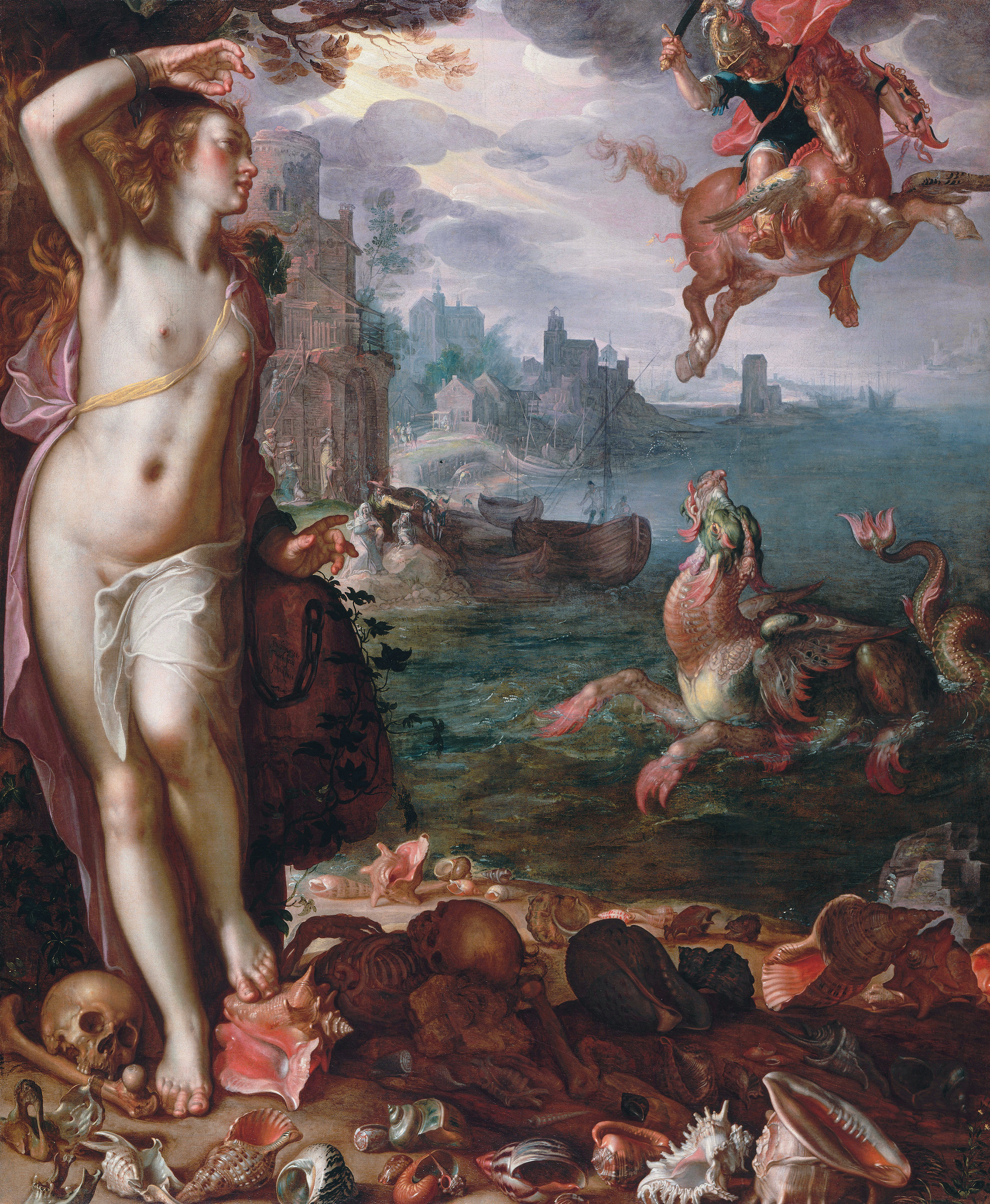
『アンドロメダを救うペルセウス』1611年 ルーヴル美術館所蔵
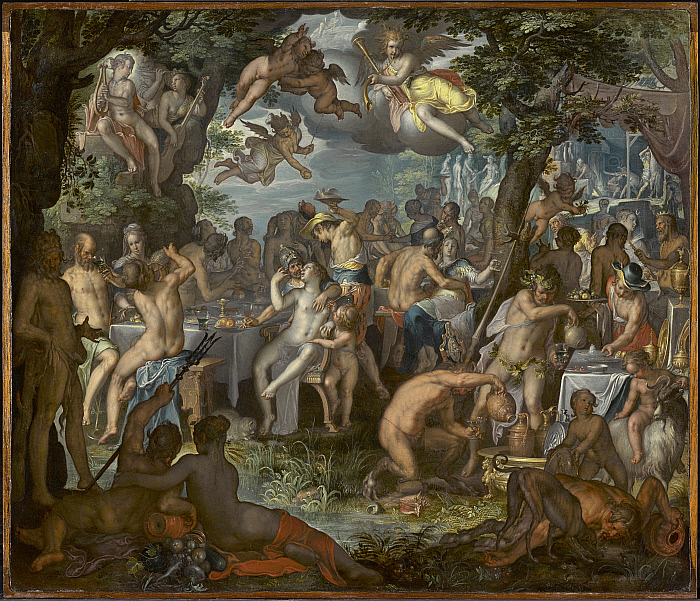
『テティスとペレウスの結婚』1612年 クラーク美術館（英語版）所蔵
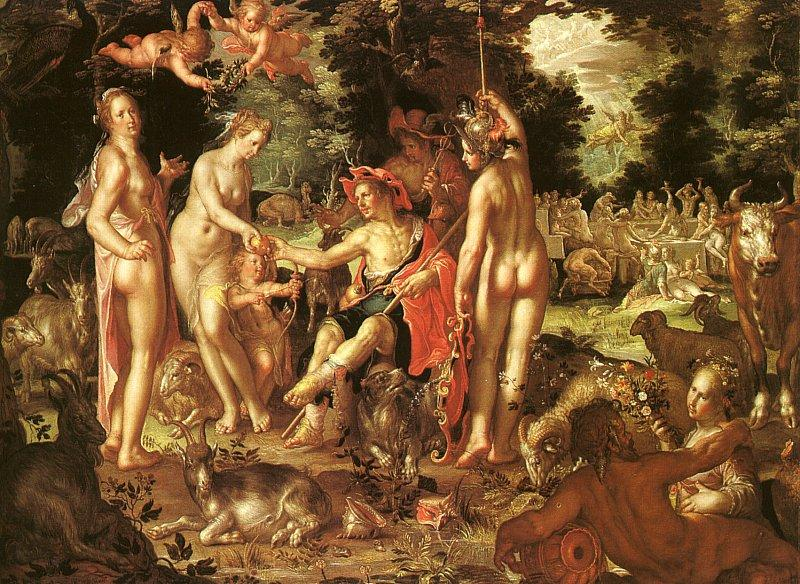
『パリスの審判』1615年 ロンドン・ナショナル・ギャラリー所蔵
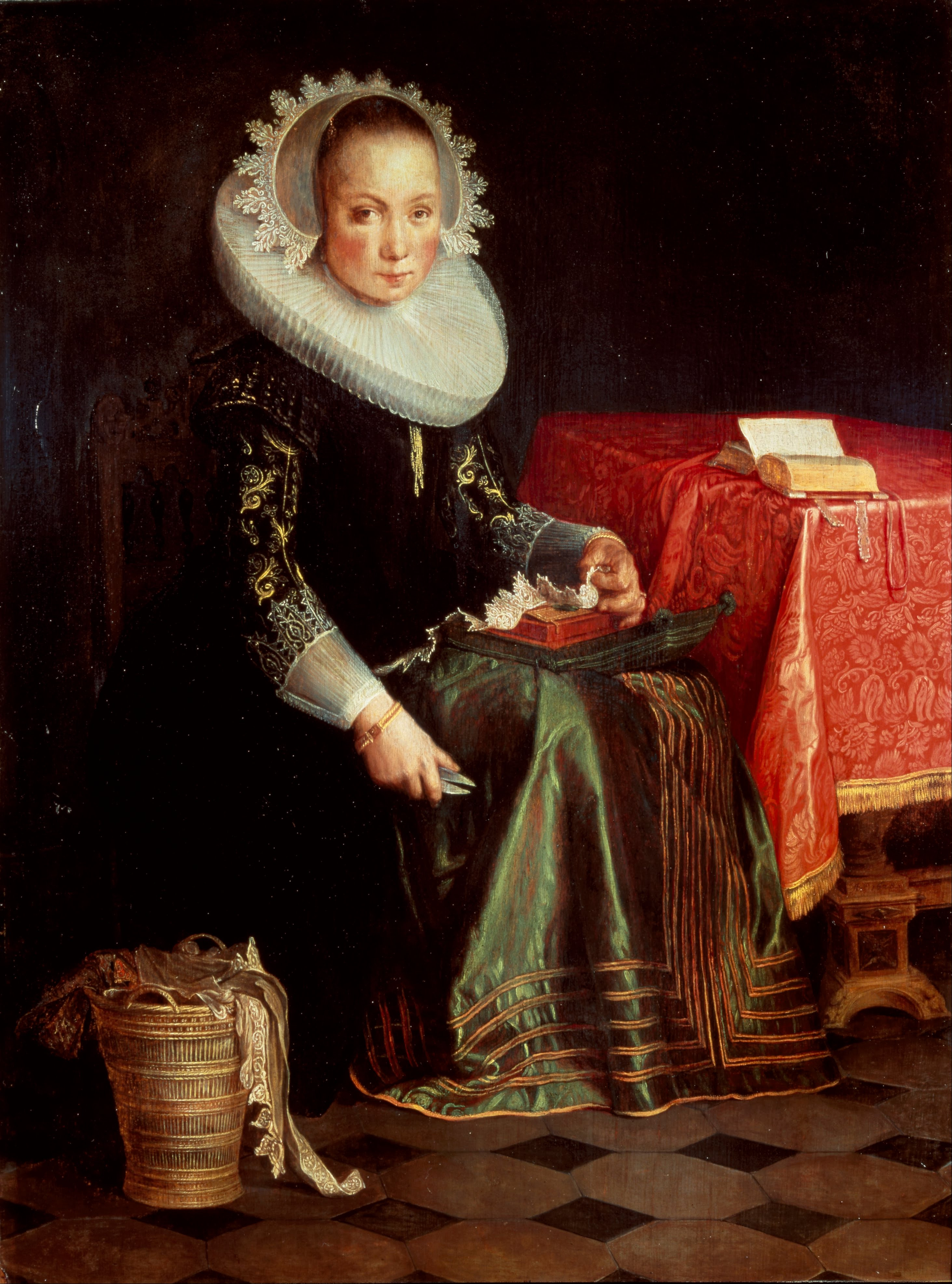
『エヴァ・ウテワールの肖像』1628年 ユトレヒト中央博物館所蔵